# Леопардова акула гостроплавцева
Леопардова акула гостроплавцева (Triakis acutipinna) — акула з роду Леопардова акула родини Куницеві акули. Інша назва «еквадорська потрійнозуба акула».

## Опис
Загальна довжина досягає 102 см. Голова коротка. Морда широка, округла. Носові клапани розташовані далеко один від одного. Верхня губна борозна довга і глибока. Рот помірного розміру. Зуби дрібні, гострі, мають центральну верхівку, на деяких зубах є маленькі верхівку поруч з центральною. Кореневі основи зубів широкі. Тулуб подовжений, щільний. Осьовий скелет складається з 175–176 хребців. Усі плавці загострені. Грудні плавці вузькі, серпоподібні, з округленими верхівками. Має 2 широких, відносно низьких спинних плавця. Передній спинний плавець на 3/4 більше за задній. Передній має прямий задній край. Розташовано між грудними та черевними плавцями. Задній розташовано навпроти анального плавця. Черевні плавці широкі. У самців птеригоподії помірно довгі, витягнуті. Анальний плавець маленький, низький. Хвостовий плавець маленький, гетероцеркальний.
Забарвлення сіро-буре з бронзовим відливом. На спині та боках є слабковиражені темні плями.

## Спосіб життя
Стосовно межі перебування на глибинах немає відомостей. Живиться головоногими молюсками, ракоподібними, а також костистою рибою.
Це яйцеживородна акула. Процес розповсюдження ще не вивчено.

## Розповсюдження
Мешкає в невеличкому ареалі біля узбережжя провінції Манабі (Еквадор). Загальна чисельність популяції оцінюється у 2500 особин.